# Єловець (Марибор)
Єловець (словен. Jelovec) — поселення в общині Марибор, Подравський регіон‎, Словенія.